# Guillaume Lambert
Guillaume Lambert (Grand-Halleux, 6 april 1818 - 21 februari 1909) was een Belgisch ingenieur, ondernemer en hoogleraar mijnbouw aan de Katholieke Universiteit Leuven, die een belangrijke rol heeft gespeeld bij de ontdekking van steenkool in het Zuid-Limburgs steenkoolbekken in Nederlands Limburg, en het Kempens steenkoolbekken in Belgisch Limburg.

## Biografische schets
Guillaume Lambert bouwde in de eerste helft van de negentiende eeuw een reputatie op als mijningenieur. Hij was zeer bereisd. In 1850 doorkruiste hij Amerika, waar hij een groot aantal mijnen en fabrieken bezocht. Hij was goed op de hoogte van moderne industriële ontwikkelingen, ook op het gebied van de aardewerkfabricage. In 1859 diende hij een aanvraag in voor twee octrooien, één voor het aanbrengen van versieringen op keramiek en één voor een verbeterde aardewerkoven.
In hetzelfde jaar 1859 werd hij benoemd tot directeur van de zieltogende aardewerkfabriek Clermont & Chainaye (1851-1859) in Maastricht. De in het Maastrichtse stadsdeel Wyck gevestigde fabriek verkeerde door de recessie van 1857 in grote financiële problemen. Lambert zette het bedrijf voort als commanditaire vennootschap onder zijn eigen naam: Société pour la fabrication des faiences en produits céramiques de toute espèce sous la raison sociale Guillaume Lambert & Cie., meestal afgekort tot Guillaume Lambert & Cie. In 1863 werd de onderneming omgezet in een naamloze vennootschap en werd de naam gewijzigd in Société Céramique, een bedrijf dat tot 1958 zelfstandig zou produceren. De nieuwe aandeelhouders waren echter van mening dat Lambert weliswaar technisch zeer kundig was, maar als bedrijfsleider minder op zijn plaats was. Hij werd tot administrateur benoemd en kreeg zeventig aandelen. Een half jaar later, in augustus 1863, werd hij voor zijn diensten bedankt.
Lambert was lid van het Koninklijke Instituut der Mijnen in Henegouwen. Als mijnbouwkundig ingenieur herontdekte hij de bron van het mineraalhoudend water Bru waarvan de uitbating door de monniken van de abdij van Stavelot ten tijde van de Franse Revolutie was stopgezet. Lambert gaf van 1866 tot 1894 lezingen aan de Leuvense universiteit over mijnbouw. Zijn oud-leerling, André Dumont was er zijn opvolger.
Hij schreef in 1876 een rapport waarin hij wetenschappelijk argumenteerde dat er, analoog met het Roerbekken, steenkool moest aanwezig zijn in Vlaanderen. André Dumont schreef in 1877 een specifieker rapport waarin hij aangaf dat steenkool in de ondergrond van de Limburgse Kempen was afgezet. Reeds in 1806 verrichtten twee Franse mijningenieurs, de gebroeders Castiau, afkomstig uit Luik, in Meilegem zonder succes een proefboring naar steenkool.
In 1906 verkreeg Lambert, 88 jaar oud, twee concessies voor de winning van steenkool in Eisden: "Sainte Barbe" en "Guillaume Lambert", in totaal 5000 hectare groot. Deze werden geëxploiteerd door de "Société Anonyme des Charbonnages Limbourg-Meuse".
Zowel in Zwartberg (Genk) als in Eisden (Maasmechelen) zijn lanen naar hem genoemd. In Heerlen zijn zowel straten naar Lambert als naar Dumont vernoemd: de Prof. Lambertstraat en de Prof. Dumontstraat.

## Publicaties (selectie)
- 1853: Traité pratique de l'exploitation des mines de houille (met John Hedley)
- 1855: Voyage dans l'Amérique du Nord, en 1853 et 1854 : avec notes sur les expositions universelles de Dublin et de New-York
- 1865: Art céramique. Description de la fabrication actuelle des faïences fines et autres poteries en Angleterre avec indication des ressources que présente la Belgique pour ce genre d'industrie
- 1876: Nouveau bassin houiller découvert dans le Limbourg hollandais
- 1902: Le grand Bassin Houiller et les nouvelles richesses minérales du Nord de la Belgique et du Sud de la Hollande
- 1904: Découverte d'un puissant gisement de minerais de fer dans le grand bassin houiller du nord de la Belgique : Suite à nos publications de 1876 et 1902 concernant ce bassin[2]

- International Standard Name Identifier: 0000 0000 8202 9237
- Library of Congress Control Number: n91115024
- Système universitaire de documentation: 143801228
- Virtual International Authority File: 16413056
- WorldCat: E39PBJfmrWvDMGWtyVCYTTCCwC